# Labourse
Labourse település Franciaországban, Pas-de-Calais megyében. Lakosainak száma 2876 fő (2022. január 1.). Labourse Beuvry, Mazingarbe, Nœux-les-Mines, Sailly-Labourse és Verquigneul községekkel határos.

## Népesség
A település népességének változása:
| Lakosok száma | 2549 | 2690 | 2798 | 2847 | 2878 | 2893 | 2912 | 2894 | 2876 |
|               | 2013 | 2015 | 2016 | 2017 | 2018 | 2019 | 2020 | 2021 | 2022 |